# Sukamekar (Jatisari)
Sukamekar is een bestuurslaag in het regentschap Karawang van de provincie West-Java, Indonesië. Sukamekar telt 3471 inwoners (volkstelling 2010).